# Big Tremaine
Big Tremaine er en amerikansk stumfilm fra 1916 af Henry Otto.

## Medvirkende
- Harold Lockwood som John Tremaine, Jr.
- May Allison som Isobel Malvern.
- Lester Cuneo som Redmond Malvern.
- Albert Ellis som Tremaine.
- Lillian Hayward som Mrs. Tremaine.